# Erkki Kurenniemi
Erkki Juhani Kurenniemi (né le 10 juillet 1941 à Hämeenlinna et mort le 1er mai 2017 à Helsinki) est un mathématicien, physicien nucléaire, designer, philosophe et artiste finlandais, mieux connu pour ses compositions de musique électronique et électroacoustique, ainsi que pour son rôle de pionnier dans la conception d'instruments électroniques utilisant les technologies numériques. 

## Biographie

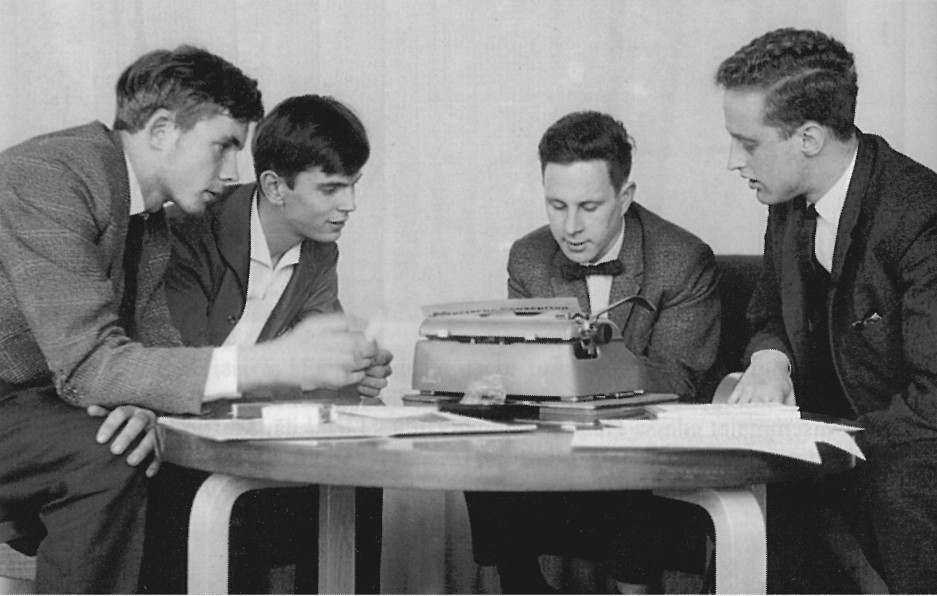
Erkki Kurenniemi (deuxième en partant de la gauche) vers 1962.

Auteur de films expérimentaux, de programmes informatiques ou encore d'articles scientifiques, Erkki Kurenniemi a constitué au fil des années un important ensemble d'archives personnelles témoignant du caractère visionnaire de ses activités dans le domaine des nouvelles technologies.

## Discographie (sélection)
- Information Explosion (LREP 4, Love Records, 1968)
- Äänityksiä / Recordings 1963-1973 (LXCD 637, Love Records, 2002)
- Rules (KRYPT-022, Full Contact Records, 2012)

## Instruments
- Synthétiseur intégré (pour le Département de musicologie à l'université d'Helsinki) (1964–)
- Sähkökvartetti (Electric Quartet, pour M. A. Numminen) (1967–1968)
- Andromatic (pour le compositeur Ralph Lundsten) (1968)
- Dico (pour le compositeur Osmo Lindeman) (1969)
- DIMI-A (1970)
- DIMI-O (1971)
- DIMI-S (1972)
- DIMIX (1972)
- DIMI-T (1973)
- DIMI-6000 (1973–1974)
- DIMI-H (2005–2006, avec Thomas Carlsson)